# Majakerta (Watukumpul)
Majakerta is een plaats en bestuurslaag (kelurahan) in het onderdistrict (kecamatan) Watukumpul in het regentschap Pemalang van de provincie Midden-Java, Indonesië. Majakerta telt 4.498 inwoners (volkstelling 2010).